# Cerkiew Chrystusa Zbawiciela w Borkach
Cerkiew Chrystusa Zbawiciela – nieistniejąca cerkiew we wsi Borki w obwodzie charkowskim. Była to jedna ze 120 świątyń prawosławnych wzniesionych na całym terytorium Imperium Rosyjskiego dla upamiętnienia uratowania się rodziny carskiej z katastrofy jej osobistego pociągu, jaka miała miejsce 17 października?/29 października 1888 właśnie w Borkach, gdy car wracał z Krymu do Petersburga.
Cerkiew zaprojektował członek Akademii Petersburskiej Robert Marfeld, który w najbliższym sąsiedztwie wzniósł również kaplicę pamiątkową, w stylu bizantyjsko-rosyjskim. Obiekt znajdował się pod szczególną pieczą rosyjskich kolei państwowych. Dodatkowo ze składek pracowników kolejnictwa wzniesiono przy nim szpital i dom opieki dla byłych pracowników kolei niezdolnych już do pracy, otwarto szkołę parafialną i założono bibliotekę imienia cara Aleksandra III. Sam car kilkakrotnie uczestniczył w Boskiej Liturgii odprawianej w święto Paschy w cerkwi.
W czasie II wojny światowej 7 września 1943 roku cerkiew została całkowicie zniszczona. Do naszych czasów przetrwała jedynie sąsiednia kaplica.